# Schneehose
Eine Schneehose ist eine über trockenem, beschneitem Gebiet entstehende Kleintrombe, die Schnee in die Luft wirbelt. In dem Sturmwirbel wird der Schnee säulen- oder trichterförmig emporgerissen. Vergleichbare Wörter bzw. Phänomene sind Windhose (wonach es gebildet ist) und Sandhose. Im Englischen heißt sie snowspout, snow devil oder snownado, gebildet aus snow (Schnee) und -ado (d. h. der Endung von Tornado). Der Reisende Alexander Theodor von Middendorff erwähnt das Phänomen in seinem Sibirien-Reisewerk („Schnee-Wirbelstürme deren Gewalt sich in einzelnen Fällen bis zur Erzeugung von wahren Schneehosen steigert“). Die Deutsche Südpolar-Expedition bemerkte unter den Niederschlagsformen eine „ca. 400 m hohe Schneehose“.